# Челябінськ (аеропорт)
Аеропорт Челябінськ (Бала́ндіно) (IATA: CEK, ICAO: USCC) — аеропорт в Росії, розташований за 18 км на північ від Челябінська. Є вторинним хабом для S7 Airlines та Ural Airlines.

### Приймаємі типи повітряних суден
Літаки Ан-124, Ил-62, Ил-76, Ил-96, Ту-154, Ту-204, Airbus A310, Airbus A319, Airbus A320, Airbus A321, ATR 42, ATR 72, Boeing 737, Boeing 747, Boeing 757, Boeing 767, Boeing 777, Sukhoi Superjet 100 та всі легші, а також вертольоти всіх типів.

## Авіалінії та напрямки, листопад 2019

### Пасажирські
| Авіакомпанія       | Пункт призначення |
| ------------------ | --- |
| Aeroflot           | Москва-Шереметьєво |
| Азимут             | Краснодар, Мінеральні Води, Ростов-на-Дону (з 2 січня 2020)                                                           |
| Azur Air           | Сезонний чартер: Анталія                                                                                              |
| I-Fly              | Сезонний чартер: Анталія                                                                                              |
| IrAero             | Баку |
| Komiaviatrans      | Перм |
| Nordavia           | Ст Петербург |
| Nordwind Airlines  | Москва-Шереметьєво Сезонний: Анталія, Пхукет                                                                          |
| Pobeda             | Москва-Внуково, Ст Петербург Сезонний: Сочі                                                                           |
| Red Wings Airlines | Москва-Домодєдово |
| Rossiya            | Ст Петербург Сезонний: Анталія                                                                                        |
| S7 Airlines        | Москва-Домодєдово, Новосибірськ                                                                                       |
| SCAT Airlines      | Астана |
| Ural Airlines      | Дубай, Душанбе, Москва-Домодєдово, Сочі Сезонний: Харбін                                                              |
| UVT Aero           | Казань, Красноярськ-Ємельяново, Ростов-на-Дону Сезонний: Геленджик                                                    |
| Yamal Airlines     | Астана, Горно-Алтайськ, Краснодар, Красноярськ-Ємельяново, Мінеральні Води, Ростов-на-Дону, Самара, Тюмень, Волгоград |

### Вантажні
| Авіакомпанія            | Пункт призначення |
| ----------------------- | ----------------- |
| Grizodubova Air Company | Москва-Внуково    |

## Наземний транспорт
Проїзд до аеропорту автобусами № 1, № 41, № 45, маршрутним таксі № 82, а також на спеціальному експрес-автобусі (вартість проїзду 75 рублів (на 2014 рік)).

## Ресурси Інтернету
- Офіційний вебсайт аеропорту Челябінськ [Архівовано 8 жовтня 2011 у Wayback Machine.]